# Rhyacophila chandleri
Rhyacophila chandleri là một loài Trichoptera trong họ Rhyacophilidae. Chúng phân bố ở miền Tân bắc.